# Жалыбин, Денис Евгеньевич
Дени́с Евге́ньевич Жалы́бин (род. 30 июня 1980, Железногорск, Курская область) — российский легкоатлет-сверхмарафонец, бронзовый призёр чемпионата мира (2006) и серебряный призёр чемпионата Европы (2002) в беге на 100 км. Чемпион России 2001 года (100 км) 2008 года (50 км), 2009 года (суточный бег) и бронзовый призёр чемпионата России 2006 года (100 км). Рекордсмен России по суточному бегу.

## Карьера
Comrades Marathon (ЮАР) 88 км:
- 25.05.2003 (вниз) — 5:41.39. 9 место в абсолюте и 1 место в группе.
- 25.05.2008 (вверх) — 6:10.47. 24 место в абсолюте и 9 место в группе.

Чемпион России в суточном беге по стадиону (23/24.05.2009, Москва) — 240 км 443 м.
На дистанции 150 км показал результат 10:34.30 (20.10.2002, Лондон, Великобритания), увековеченный в книге рекордов Гиннесса.

## После спорта
После окончания карьеры стал тренером. Воспитал змс Марину Бычкову, свою будущую супругу.
5—6 октября 2024 года в Волгограде на чемпионате Волгоградской области по суточному бегу Иван Заборский превысил рекорд Жалыбина 2006 года, показав 284 913 м.

### Комментарии
1. ↑  допинг-контроль не проводился